# Shivani Kataria
Shivani Kataria, född 27 september 1997, är en indisk simmare.
Kataria tävlade för Indien vid olympiska sommarspelen 2016 i Rio de Janeiro, där hon blev utslagen i försöksheatet på 200 meter frisim.